# Güdül (Ankara)
Güdül ist eine türkische Stadtgemeinde, deren Gebiet sich mit dem des gleichnamigen İlçe (staatlicher Verwaltungsbezirk) deckt. Sie hat die zweitniedrigste Bevölkerungszahl der Provinz/Großstadtgemeinde Ankara
Die Gemeinde gehört zur Großstadtkommune Ankara (Ankara Büyükşehir Belediyesi) und bildet eine von deren Stadtbezirken. Güdül liegt 90 km vom Stadtzentrum Ankaras entfernt und bietet trotz seines Status als Teil einer Metropole den Eindruck eines ländlichen Bezirks. Er wird im Süden und Südosten von dem İlçe Ayaş, im Westen von dem İlçe Beypazarı umschlossen und grenzt im Norden und Nordosten an Kızılcahamam und Çamlıdere. Das Gebiet ist bergig und liegt in der Übergangsregion vom zentralanatolischen Hochland zum westpontischen Gebirge und der Schwarzmeerregion. Landwirtschaftlich gewinnt der Anbau von Obst und Gemüse (vorzugsweise Tafeltrauben, Kirschen, Tomaten und Karotten) an Bedeutung.
Touristisches Interesse ziehen verschiedene Türben, das Tal des Kirmir Çayı mit seinen Höhlen und die im traditionellen Baustil errichteten Häuser auf sich. Daneben existieren Überreste aus galatischer, römischer und byzantinischer Zeit.
Der Name der Ortschaft rührt von ihrem Gründer Şahabüddevlet Güdül Bey her, der Schwager des Seldschukensultans Mas'ud I. und dessen Statthalter von Ankara war. 1496 wird das Dorf Güdül in einer Stiftungsurkunde des Sultans Bayezids II. erwähnt.
1933 wurde Güdül Zentrum eines neugegründeten Nahiye des İlçe Ayaş, 1957 wurde das Dorf zur Belediye (Stadtgemeinde) erhoben, von Ayaş abgetrennt und ein eigenes İlçe.
Bis Ende 2012 bestand Güdül neben der Kreisstadt noch aus drei weiteren Gemeinden (Belediye): Çağa, Sorgun, Yeşilöz die im Zuge der Verwaltungsreform von 2013 alle in Mahalles umgewandelt wurde. Gleichfalls umgewandelt wurden die bis Ende 2012 23 bestehenden Dörfer (Köy) – jedes Dorf in ein Mahalle. Die Zahl der Mahalles stieg dadurch von den bestehenden 12 auf 30.